# Marcio Alves dos Santos
Marcio Alves dos Santos (Brasil, 2 de febrero de 1990) es un futbolista brasileño que se desempeña como delantero.
Jugó para clubes como el Juventude, Canoas, Consadole Sapporo y FC Machida Zelvia.

## Trayectoria

### Clubes
| Club              | País   | Año         |
| ----------------- | ------ | ----------- |
| Juventude         | Brasil | 2011        |
| Canoas            | Brasil | 2012        |
| Consadole Sapporo | Japón  | 2012 - 2013 |
| FC Machida Zelvia | Japón  | 2013        |